# エメラルド (雑誌)
『エメラルド』は、KADOKAWA・角川書店レーベルから発行されている、日本の漫画雑誌。2014年に創刊。

## 概要
2014年に創刊。当時の定価は690円、現在の定価は780円である。
女性向けのコミック誌であり、主にボーイズラブ作品が掲載されており、他には少女漫画作品・少年漫画作品なども掲載されている。
4月に『春の号』8月に『夏の号』12月に『冬の号』と1年に3回、4か月ごとに刊行。
漫画家・中村春菊の代表作である、漫画作品『世界一初恋』の物語の舞台として登場する、出版社の丸川書店にて発行されている少女漫画雑誌『エメラルド』が、2014年8月30日に株式会社KADOKAWAから増刊誌『エメラルド』として刊行され、本物の漫画雑誌となった。

## 執筆陣
- 相葉キョウコ
- あずみつな
- あべ美幸
- 天野かづき
- 海老原由里
- 小野アンビ
- 霧壬ゆうや
- さちも
- 杉原マチコ
- ときたほのじ
- とりよし
- 中村春菊
- 箱石タミィ
- 葉芝真己
- 蓮川愛
- 藤崎都
- 水名瀬雅良
- めぎむら
- 夢唄よつば
- 湯本みこ
- 陸裕千景子